# باتريك يزبك
باتريك يزبك (بالإنجليزية: Patrick Yazbek) هو لاعب كرة قدم أسترالي، ولد في 22 أغسطس 2002 في Liverpool, New South Wales ‏ في أستراليا.